# Reno Bighorns 2016-2017
La stagione 2016-17 dei Reno Bighorns fu la 9ª nella NBA D-League per la franchigia.
I Reno Bighorns arrivarono quarti nella Pacific Division con un record di 21-29, non qualificandosi per i play-off.

## Roster
|    | Naz.                       | Ruolo | Sportivo            | Anno | Alt. | Peso |
| -- | -------------------------- | ----- | ------------------- | ---- | ---- | ---- |
| 0  | Stati Uniti (bandiera)     | A     | Will Davis          | 1992 | 203  | 98   |
| 1  | Stati Uniti (bandiera)     | G     | Mark Tyndale        | 1986 | 196  | 95   |
| 2  | Stati Uniti (bandiera)     | A     | Kadeem Jack         | 1992 | 206  | 107  |
| 2  | Rep. Dominicana (bandiera) | G     | Luis Montero        | 1993 | 201  | 86   |
| 4  | Stati Uniti (bandiera)     | G     | Cam Griffin         | 1993 | 191  | 86   |
| 4  | Stati Uniti (bandiera)     | G     | David Stockton      | 1991 | 180  | 75   |
| 5  | Stati Uniti (bandiera)     | G     | Pe'Shon Howard      | 1990 | 191  | 84   |
| 7  | Stati Uniti (bandiera)     | A     | Renaldo Major       | 1982 | 201  | 86   |
| 9  | Stati Uniti (bandiera)     | G     | Cam Griffin         | 1993 | 191  | 86   |
| 9  | Stati Uniti (bandiera)     | G     | Malachi Richardson  | 1996 | 198  | 93   |
| 10 | Stati Uniti (bandiera)     | G     | Isaiah Cousins      | 1994 | 193  | 87   |
| 11 | Stati Uniti (bandiera)     | G     | Cameron Ayers       | 1991 | 196  | 93   |
| 11 | Stati Uniti (bandiera)     | G     | Gary Neal           | 1984 | 193  | 95   |
| 13 | Stati Uniti (bandiera)     | G     | Cam Griffin         | 1993 | 191  | 86   |
| 13 | Stati Uniti (bandiera)     | GA    | Lamar Patterson     | 1991 | 196  | 102  |
| 14 | Stati Uniti (bandiera)     | G     | Kendall Marshall    | 1991 | 193  | 88   |
| 18 | Stati Uniti (bandiera)     | G     | Cameron Ayers       | 1991 | 196  | 93   |
| 19 | Haiti (bandiera)           | AC    | Skal Labissière     | 1996 | 211  | 102  |
| 21 | Stati Uniti (bandiera)     | G     | Jamal Branch        | 1992 | 191  | 77   |
| 24 | Stati Uniti (bandiera)     | A     | Chane Behanan       | 1992 | 198  | 111  |
| 24 | Stati Uniti (bandiera)     | C     | Jaleel Cousins      | 1993 | 211  | 116  |
| 37 | Stati Uniti (bandiera)     | G     | Reggie Hearn        | 1991 | 193  | 95   |
| 50 | Grecia (bandiera)          | C     | Giōrgos Papagiannīs | 1997 | 216  | 109  |

## Staff tecnico
- Allenatore: Darrick Martin
- Vice-allenatori: Matt Chalupa, Rico Hines, Scott Schroeder